# Cleopatra III
Cleopatra III Evergetes (en griego: Κλεοπάτρα) (161-101 a. C.) Reina de Egipto de 142 a 101 a. C. 

## Biografía
Fue la hija de Ptolomeo VI Filometor y de Cleopatra II y la hermana de Ptolomeo VII Neo Filopator y de Cleopatra Tea. Se casa en 142 a. C. con su tío Ptolomeo VIII Evergetes II, el hermano y segundo esposo de su madre, con el que tiene cinco hijos: Ptolomeo IX Soter II Latiros, Ptolomeo X Alejandro, Trifena, Cleopatra IV y Cleopatra Selene I. 
Después de la muerte de su padre, su hermano consiguió el trono de Egipto, y su madre fue la regente. En 132 a. C., en un contexto de guerra civil que le enfrenta a su madre, Cleopatra II, Ptolomeo VIII mató a su hijo Ptolomeo Menfita, de 13 años. Posteriormente, Cleopatra II se reconcilió con Cleopatra III y Ptolomeo VIII reinando conjuntamente hasta la muerte del último en año 116 a. C.
Ptolomeo VIII Evergetes II Fiscon se casó con ella para intentar quitar el poder a Cleopatra II, tras haber asesinado a Ptolomeo VII Filopator. Tras deshacerse de Cleopatra II se casó con Cleopatra III en el 142 a. C., convirtiéndola en reina y compartiendo el poder. Su reinado fue pacífico a partir de entonces, aunque despótico. 
Cuando Ptolomeo VIII murió, dejó el trono a Cleopatra y el hijo que ella decidiese. Ella hubiera deseado dejar el trono a su hijo menor Ptolomeo X Alejandro I, pero los alejandrinos le obligaron a traer a Ptolomeo IX Latiros desde Chipre, donde era gobernador, para correinar, convirtiéndose en Ptolomeo IX. Su hijo menor, Ptolomeo Alejandro, fue entonces enviado a Chipre para reemplazar a su hermano como gobernador.
Cleopatra expulsó a Latiros, acusándole de haber intentado asesinarla, y trajo a Alejandro de nuevo a Egipto, convirtiéndose en Ptolomeo X. Sin embargo, se cansó de Alejandro y volvió a traer a Latiros. De nuevo se cansó de Latiros, y Alejandro volvió. Este, harto de las intrigas de su madre, la asesina en el año 101 a. C.
Cleopatra III Evergete llevó al trono, expulsó, casó y divorció a sus hijos: Ptolomeo IX Soter (que reinó de 116 a 107 a. C. y de 89 a 81 a. C.), Ptolomeo X Alejandro (que reinó de 107 a 88 a. C.) y a sus hijas. Desempeñó un importante papel en la corte de Alejandría después de la muerte de su esposo y estuvo en el trono hasta su asesinato, orquestado por su hijo Ptolomeo X en septiembre de 101 a. C.

## Titulatura
| Titulatura | Jeroglífico | Transliteración (transcripción) - traducción - (referencias) |

|                            |    |    |    |           |    |    |    |
| \| \| \| \| \| \| \| \| \| |    |    |    |           |    |    |    |
|                            |    |    |    |           |    |    |    |
| N29 · E23                  | G1 | V4 | Q3 | D46 · D21 | X1 | G1 | H8 |

| N29 · E23 | G1 | V4 | Q3 | D46 · D21 | X1 | G1 | H8 |

|                            |    |    |    |           |    |    |    |
| \| \| \| \| \| \| \| \| \| |    |    |    |           |    |    |    |
|                            |    |    |    |           |    |    |    |
| N29 · E23                  | G1 | V4 | Q3 | D46 · D21 | X1 | G1 | H8 |

| N29 · E23 | G1 | V4 | Q3 | D46 · D21 | X1 | G1 | H8 |

|                            |    |    |    |           |    |    |    |
| \| \| \| \| \| \| \| \| \| |    |    |    |           |    |    |    |
|                            |    |    |    |           |    |    |    |
| N29 · E23                  | G1 | V4 | Q3 | D46 · D21 | X1 | G1 | H8 |

| N29 · E23 | G1 | V4 | Q3 | D46 · D21 | X1 | G1 | H8 |

|                            |    |    |    |           |    |    |    |
| \| \| \| \| \| \| \| \| \| |    |    |    |           |    |    |    |
|                            |    |    |    |           |    |    |    |
| N29 · E23                  | G1 | V4 | Q3 | D46 · D21 | X1 | G1 | H8 |

| N29 · E23 | G1 | V4 | Q3 | D46 · D21 | X1 | G1 | H8 |

|                            |   |    |    |           |    |    |    |
| \| \| \| \| \| \| \| \| \| |   |    |    |           |    |    |    |
|                            |   |    |    |           |    |    |    |
| N29 · E23                  | i | V4 | Q3 | D46 · D21 | X1 | G1 | H8 |

| N29 · E23 | i | V4 | Q3 | D46 · D21 | X1 | G1 | H8 |

|                            |   |    |    |           |    |    |    |
| \| \| \| \| \| \| \| \| \| |   |    |    |           |    |    |    |
|                            |   |    |    |           |    |    |    |
| N29 · E23                  | i | V4 | Q3 | D46 · D21 | X1 | G1 | H8 |

| N29 · E23 | i | V4 | Q3 | D46 · D21 | X1 | G1 | H8 |

|                            |   |    |    |           |    |    |    |
| \| \| \| \| \| \| \| \| \| |   |    |    |           |    |    |    |
|                            |   |    |    |           |    |    |    |
| N29 · E23                  | i | V4 | Q3 | D46 · D21 | X1 | G1 | H8 |

| N29 · E23 | i | V4 | Q3 | D46 · D21 | X1 | G1 | H8 |

|                            |   |    |    |           |    |    |    |
| \| \| \| \| \| \| \| \| \| |   |    |    |           |    |    |    |
|                            |   |    |    |           |    |    |    |
| N29 · E23                  | i | V4 | Q3 | D46 · D21 | X1 | G1 | H8 |

| N29 · E23 | i | V4 | Q3 | D46 · D21 | X1 | G1 | H8 |

## Sucesión
| Predecesor: Cleopatra II | Corregente de Egipto (Dinastía Ptolemaica) 144 - 116 a. C. como Faraón Ptolomeo VIII Evergetes y corregente Cleopatra II (144-131 a. C. / 126-116 a. C)                                                                 | Sucesor: Ella misma   |
| Predecesor: Ella misma   | Corregente de Egipto (Dinastía Ptolemaica) 116 - 101 a. C. como Faraón Ptolomeo IX Sóter II (116-110 a. C./109-107 a. C.) Ptolomeo X Alejandro I (110-109 a. C. /107-101 a. C.) Corregente Cleopatra IV (116-115 a. C.) | Sucesor: Berenice III |